# Ханс Рајн
Ханс Рајн бивши је немачки спринт кајакаш који се такмичио крајем 30-их година прошлог века.  
Учествовао је на 1. Светском првенству 1938. у Ваксхолму. Такмичио се у дисциплини кајак четворосед К-4 на 1.000 метара и освојио сребрну медаљу. Посаду кајака су поред њега чинили и Јозеф Рајдел, Алберт Шорн и Карл Ауленбах.
Учествовао је и на 1. Европском првенству 1933. у Прагу и 1934. у Копенхагену. Оба пута је веслако у скопивом кајаку на 10.000 метара и оба пута освојио бронзану медаљу.